# Ogle (Northumberland)
Ogle – przysiółek w Anglii, w hrabstwie Northumberland, w dystrykcie (unitary authority) Northumberland, w civil parish Whalton. Leży 19 km na północny zachód od miasta Newcastle upon Tyne i 414 km na północ od Londynu. W 1951 roku civil parish liczyła 122 mieszkańców.